# Habenaria ludibundiciliata
Habenaria ludibundiciliata är en orkidéart som beskrevs av João Aguiar Nogueira Batista och Bianch. Habenaria ludibundiciliata ingår i släktet Habenaria och familjen orkidéer. Inga underarter finns listade i Catalogue of Life.